# Otomys sloggetti
Espèce
Statut de conservation UICN

 LC  : Préoccupation mineure
Ce petit rongeur de la famille des Muridés est une espèce encore abondante appelée « Sloggett's vlei rat » par les anglophones.